# Ingeniería energética
La ingeniería energética, ingeniería de la energía o ingeniería de sistemas energéticos es la rama de la ingeniería que se ocupa del estudio de las fuentes de energía, tanto energías no renovables, convencionales —nuclear, petróleo, gas natural, carbón, etc.— como renovables —solar, hidráulica, eólica, geotérmica, etc.—, su impacto sobre el medio ambiente y la eficiencia energética. Combina conocimientos de matemáticas, física, química, economía y medio ambiente para desarrollar fuentes de energía más eficientes y sostenibles, mejorar la operación de los edificios y los procesos de producción.

## Objetivos
Uno de los tantos retos tecnológicos probablemente más importantes que tiene la sociedad actual es el desarrollo de un sistema energético en crecimiento constante que sea económicamente viable, con fuentes de energía que garanticen el suministro y preservando a la vez el medio ambiente. La educación e investigación en la ciencia e ingeniería energética, y particularmente en las tecnologías, son hoy exigencias imperiosas para hacer frente al problema de un uso sostenible de los recursos energéticos.
El objetivo de la ingeniería energética es reducir el consumo de energía primaria, reducir la facturación mensual de costos tanto en el sector industrial como en el residencial, reducción de gases de efecto invernadero sin afectar el nivel de producción o calidad de servicio mediante técnicas de eficiencia energética elaboradas por el profesional.

## Campos de acción

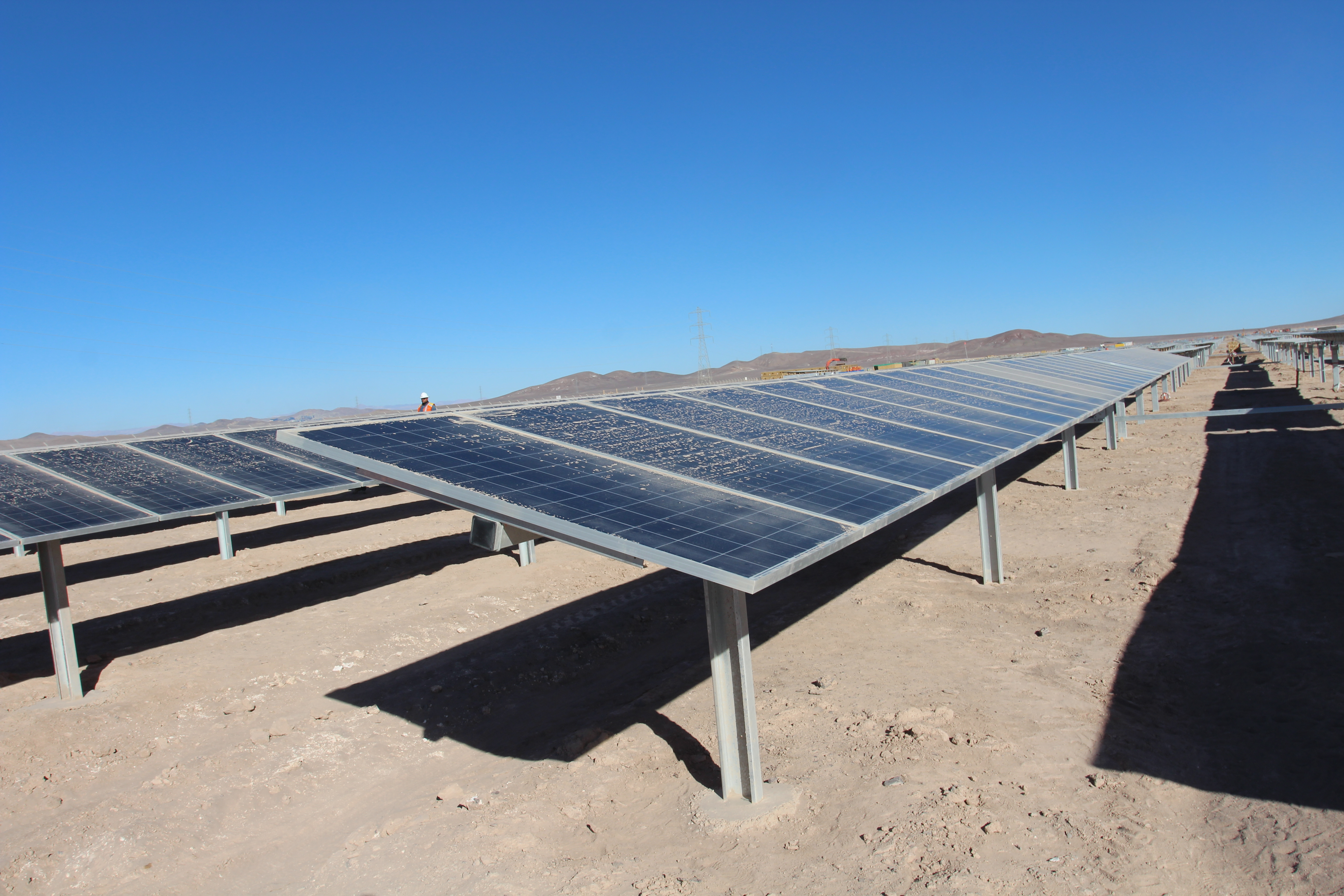
Planta de energía solar en el desierto de Atacama, Chile.

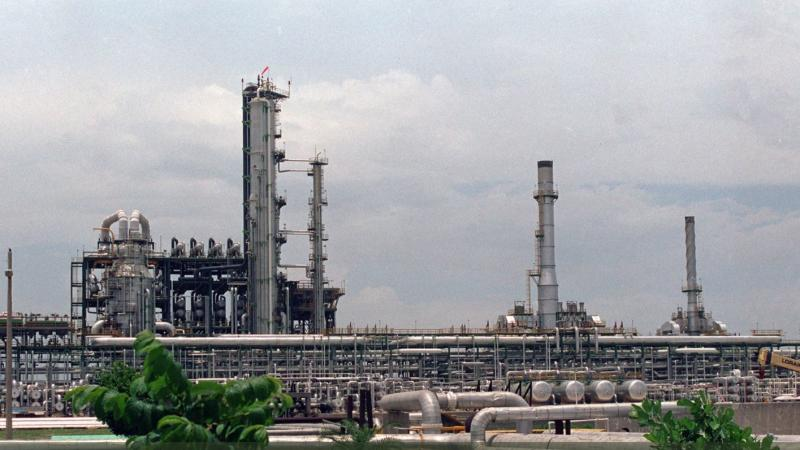
Planta de refinería de petróleo en Tamaulipas, México.

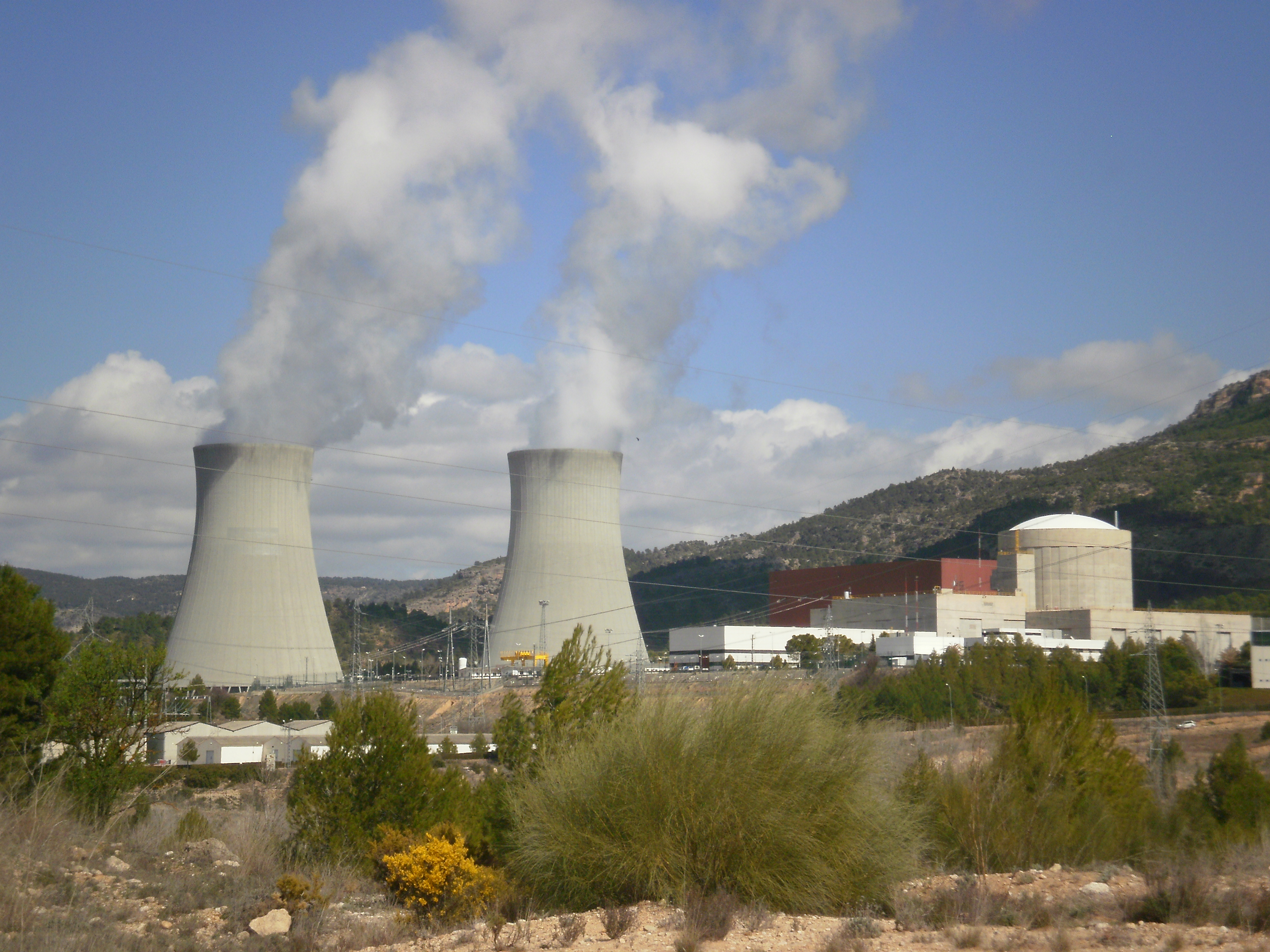
Central nuclear en la Comunidad Valenciana, España.

La ingeniería energética tiene un campo de acción muy amplio. El ingeniero energético es un profesional formado para investigar, planificar, administrar, diseñar, desarrollar, ejecutar, supervisar, evaluar, seleccionar, operar tecnologías y sistemas energéticos de generación, conversión, transmisión o transporte, distribución, consumo eficiente y planificación tanto térmica como eléctrica. Para esto sus actividades las desarrolla como actividades amigables al medio ambiente. Sus áreas de aplicación son:

TECNOLOGÍAS DE GENERACIÓN Y CONVERSIÓN:
- Tecnologías de generación y conversión (centrales termoeléctricas, centrales solares, centrales hidroeléctricas, centrales eólicas, etc.)

- Planificar: proyectos de generación en corto mediano y largo plazo.

- Diseñar:  centros de generación de energía bajo un conjunto de normativas para cada país.

- Administrar: los centros de generación de energía eléctrica.

- Ejecutar: proyectos de generación de energía (implementación y montaje) y trabajar con empresas encargadas de la construcción de estas centrales.

- Operación: de centrales de generación (sala de control), despacho de la energía empresas.

SISTEMAS DE TRANSMISIÓN, DISTRIBUCIÓN Y COMERCIALIZACIÓN DE ENERGÍA ELÉCTRICA:
- Diseñar, ejecutar, supervisar proyectos de alta, media y baja tensión.

- Administrar y operar centros de transmisión, distribución y comercialización de la energía eléctrica, área de calidad, área de clientes mayores, área de emergencias, área de seguridad.

UTILIZACIÓN EFICIENTE DE LA ENERGÍA ELÉCTRICA, TÉRMICA Y MECÁNICA (CENTROS DE CONSUMO DE ENERGÍA):
- Plantas consumidoras de energía: empresas mineras (tajo abierto o socavón), empresas azucareras, empresas de harina de pescado, empresas cementeras, empresas de alimentos, bebidas, cervezas etc. Donde se encontrara: 
  - Instalaciones eléctricas (corrección de factor de potencia, sistemas de iluminación).
  - Sistemas de vapor.
  - Sistemas de GLP.
  - Sistemas de aire acondicionado.
  - Sistemas de ventilación.
  - Redes de gas natural.
  - Redes de aire comprimido.
  - Sistemas de bombeo de agua.

- Empresas de servicios: hoteles, supermercados, grifos, universidades.

- Entidades públicas: servicio de eficiencia energéticas, ahorro de energía.

- Sector transporte: terrestre (GLP, GNV, autos eléctricos),aéreos y marítimos.

AUTOGENERACION DE ENERGÍA:
- Sistemas de autogeneración de energía, sistemas de cogeneración (generar simultánea eléctrica y calor de procesos), trigeneración (frío).
- Instalaciones autónomas o en paralelo a la red de grupos electrógenos, sistemas generación distribuida
- Diseño de microcentrales de energía en un lugar específico.
- Centrales de energía renovables.

CONSULTORÍA:
- Auditorias energéticas.

- Gestores energéticos (ISO 50001:2018).

- Empresas de asesoría energética (realizando un diagnóstico energético).

- Certificadores energéticos.

- Bróker energético (venta y compra de energía en bloque).

- Capacitadores o coach energético.

FISCALIZACIÓN  Y GESTIÓN:
- En entidades públicas: supervisión y cumplimiento de normativas.

- Procesos regulativos (consultores) precio de barra, cargo RER autónomo,VAD, tarifas de distribución de gas natural.

- Planificación gubernamental.

INVESTIGACIÓN DE NUEVAS FUENTES ALTERNAS DE ENERGÍA:
- Energía no convencionales.
- Sistemas híbridos.

DOCENCIA
- Catedrático.

## Agrupación Profesional
Los egresados de la titulación de Ingeniería Energética o de la Energía en España poseen su propia agrupación profesional nacional. La Asociación de Ingenieros de la Energía, denominada «AINEnergía», fomenta el intercambio de conocimientos y experiencias para mejorar el desempeño de los estudiantes y profesionales de esta titulación. En la actualidad, su agrupación profesional fundada en 2014 en España, se ha extendido por más países de habla hispana, creando una agrupación internacional con miembros de más de 17 países.